# IC 1967
IC 1967 ist eine Balken-Spiralgalaxie vom Hubble-Typ SBb im Sternbild Taurus am Nordsternhimmel. Sie ist schätzungsweise 425 Millionen Lichtjahre von der Milchstraße entfernt und hat einen Durchmesser von etwa 115.000 Lj.
Im selben Himmelsareal liegt u. a. die Galaxie IC 338.
Das Objekt wurde am 29. Januar 1894 von Stéphane Javelle entdeckt.